# Яблоновський міст (Краснодар)
Яблоновський міст — автомобільний 2-х смуговий міст через річку Кубань, що з'єднує місто Краснодар і селище Яблоновські Республіки Адигея. Розташований на трасі Краснодар — Новоросійськ (А146).

## Історія
9 травня 1887 року було відкрито залізничний міст, що з'єднує Катеринодар і протилежний берег річки Кубань. Він був ключовою ділянкою залізничної гілки до Чорного моря. У цей час на лівому березі річки Кубань почали з'являтися перші хати. У 1926 році було споруджено дерев'яний пішохідний міст, на місці якого розташована сучасна залізобетонна мостова конструкція.
В 1942, під час Німецько-радянської війни, дерев'яний міст був підірваний разом з німецькими солдатами.
Після війни почалося поспішне будівництво автодорожнього мосту на місці зруйнованого. Міст був відкритий для руху у 1952 році. Його значення зросло після 1958 року, коли хутір Яблоновський став селищем міського типу і був приєднаний до Адигейської автономної області.
Наприкінці 1980-х років, у зв'язку зі зростанням автомобільного навантаження на міст, планувалося будівництво нового Яблоновського автомобільного мосту, проте розпад СРСР і припинення фінансування проєкту не дало цьому плану здійснитися.
У липні 2008 року рух великовантажних автомобілів мостом було припинено у зв'язку з погіршенням стану опор та їх ремонтом.
Протягом 2000-2010-х років навантаження на міст сильно зросло, оскільки мостом проїжджало 20 тисяч автомобілів на добу, 15 за хвилину. Ці показники значно перевищують пропускну спроможність, яку міст був розрахований у 1950-х роках. У 2018 році проводилася заміна температурних швів, проте застарілі та застарілі конструкції мосту зробив його подальшу експлуатацію небезпечною. У 2019 році було припинено рух вантажного транспорту та автобусів Яблоновським мостом, рух для легкових автомобілів здійснюється до теперішнього часу.

### Новий міст
У 2019 році, у проєктно-вишукувальній організації «Трансмост» розпочалося проєктування нового 4-х смугового автомобільного мосту, який мав замінити собою старий Яблоновський міст.
Пролітна будова сталева, нерозрізна, комбінованої системи, з центральними прольотами у вигляді арок і включеною в спільну роботу проїжджою частиною у вигляді коробчатих балок з ортотропною плитою. З погляду архітектури, конструкція з однією площиною основного несучого елемента, у вигляді так званої «хребтової» арки, розташованої за віссю траси, є цікавим рішенням, яке надає споруді індивідуального вигляду. – головний інженер прольотних будівель організації «Трансмост» Валерій Мартинов.
Наприкінці 2019 року, за 20 метрів від старого мосту, було розпочато будівництво нового Яблоновського мосту. Довжина мосту становитиме трохи більше ніж 1 км, він матиме по дві смуги руху в кожному з напрямків. По крайніх боках моста передбачено тротуар завширшки 3 метри та велосипедна доріжка. Орієнтовна швидкість автомобільного руху мостом становитиме 80 км/год. Запуск руху на новому мосту заплановано на 2024.

### Події
9 жовтня 2008 року з краснодарського боку мосту було обстріляно пост ДАІ (нині знесений). Внаслідок нападу було вбито одного зі співробітників державтоінспекції.

## Транспорт
Міст є продовженням краснодарської вулиці Захарова. Біля в'їзду на міст розташований автовокзал «Південний» міста Краснодара. Біля мосту розташовані кінцеві пункти тролейбуса № 10, автобуса № 9 та трамвая № 2, 4, а також стоянка та кінцева точка маршруту маршрутних таксі Краснодара.